# Trachyrincus scabrus
Trachyrincus scabrus es una especie de pez de la familia Macrouridae en el orden de los Gadiformes.

## Morfología
• Los machos pueden llegar alcanzar los 60 cm de longitud total.

## Depredadores
En Francia es depredado por Dalatias lichi .

## Hábitat
Es un pez de aguas profundas que vive entre 395-1700 m de profundidad.

## Distribución geográfica
Se encuentra desde Irlanda hasta Cabo Verde, incluyendo la Mar Mediterráneo.